# La Serrota
La Serrota es una alineación montañosa situada en el sistema Central, en la provincia de Ávila (España). La Serrota posee una altitud máxima de 2.294 metros, siendo una de las sierras más elevadas de la provincia. Constituye con la sierra de la Paramera (Pico Zapatero, 2160 m) y la sierra de Villafranca (Cerro Moros, 2059 m) una alineación que discurre en dirección oeste-este, paralela a la sierra de Gredos por el norte. La longitud total del cordel es de aproximadamente 22 kilómetros, ocupando un área proyectada de unos 165 km², con un perímetro de 54 km. Desde la cima se pueden contemplar impresionantes vistas que prácticamente abarcan todo el Sistema Central, desde la sierra de Guadarrama hasta las cumbres de Las Batuecas y la lejana sierra de Gata. Por el norte se divisa la meseta castellana (en días claros es posible ver hasta la ciudad de Salamanca); y al sur de la sierra de Gredos.
Está delimitada respecto a la sierra de la Paramera por el puerto de Menga, por el Puerto Chía respecto a la de Villafranca y por el de Villatoro respecto a la sierra de Ávila, en el tramo conocido como sierra de Villanueva. Es una de las zonas más frías de España. En su cumbre quedan restos de morfología glaciar (morrenas, circos, etc). Los ríos Adaja y Corneja, ambos pertenecientes a la cuenca hidrográfica del Duero nacen en ella, así como varias de las fuentes más importantes del río Alberche en su tramo alto.
Junto a la sierra de la Paramera conforma el Espacio Natural de Sierras de la Paramera y Serrota.

## Etimología
Su nombre proviene del término vascuence errota que significa molino.
Según Dámaso Barranco en su libro 'Una aproximación histórica a dos comunidades de villa y tierra abulenses, la episcopal Bonilla y la señorial Villatoro'', se denomina "sierra errota" o sierra de molinos por los muchos ingenios hidráulicos que se asentaban en las laderas del Corneja, Adaja, Tejos y otras gargantas. Es necesario tener en cuenta que los repobladores de esta zona eran fundamentalmente de procedencia vasca, y que la palabra errota significa molino en vasco. 
Estos molinos se abastecían de ruedas en las canteras de Villatoro, conocidas como los Rondales, nombre que evoca las piedras volanderas de los molinos. A modo de curiosidad, por la zona de la sierra de Ávila, en pueblos como Muñogalindo, Valdecasa o Balbarda (La Torre), se conoce también a la Serrota como "Salrrota".

## Topografía

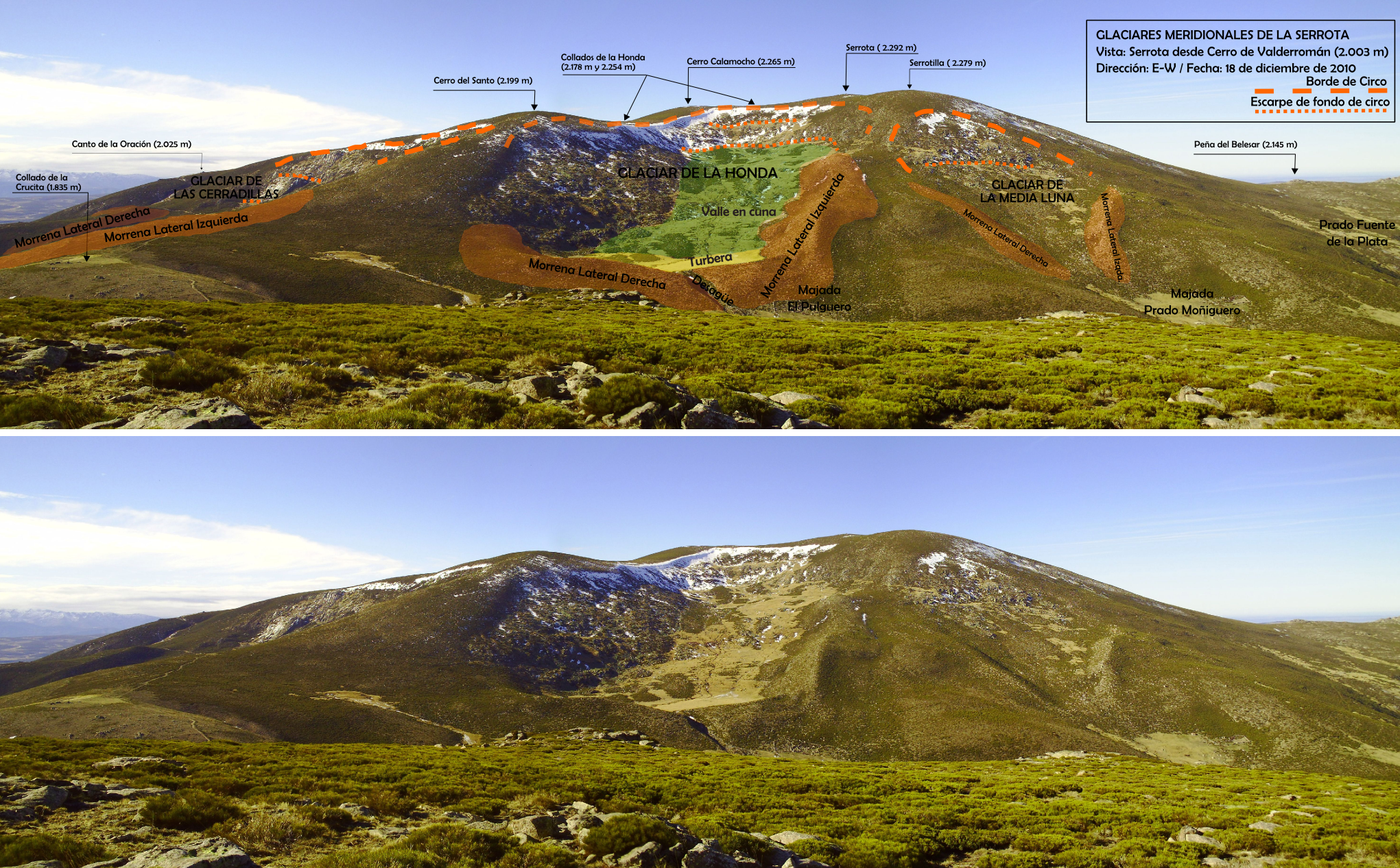
Glaciares meridionales y orientales de La Serrota.

La zona más alta de La Serrota, está compuesta por varios cerros y que siguiendo el mapa topográfico son: el vértice geodésico Serrota (2294 m), culminación del Cerro del Telégrafo, el Cerro Calamocho (2265 m), El Cerro del Santo (2199 m) y el Cerro Serrotilla (2279 m) que asoma al Valle de Amblés occidental.
La cuerda divisoria de aguas entre la cuenca del Adaja, del Corneja y del Alberche de este a oeste está formada por los siguientes picos: Valderromán (2003 m), Cerro del Santo (2199 m), Cerro Calamocho (2265 m), Serrota (2294 m), Peña del Belesar (2151 m), Peña Pajarita (2129 m), Cerro de Valdehierro (1988 m), Cerro de la Hormiguilla (1658 m) y Cerro Quemado (1612 m).
En la vertiene del Alberche destacan Cerro de Navalacierva (1735 m), Cerro Majahornillo (1926 m), dos Cerros Pelados (1888 m y 1917 m), Canto de la Oración, Risco Negro, Risco de Cueto, y Piedra Lobera (1937 m).
En la vertiente del Adaja de oeste a este el Cerro de Peña Abajo, Lanchamosa y Picote (1611 m), Cerro Pajarote (1931 m), el Cerro Pajarotillo (1926 m), Las Veletas (1789 m) y Cerro Gallo (1486 m).
En la vertiente del Corneja El Belesar (1968 m), Cerro del Hoyuelo (1848 m), Piedra Águila (1941 m), Risco Majadal (1892 m), Berruecos Negros (1901 m).

## Fitofenología
En relación con la floración del piorno en La Serrota, en el Valle de Amblés se decía el siguiente refrán:

Cuando la flor del ramo sube a La Serrota coge la hoz y trota.

Esto suele ocurrir a finales del mes de junio, y es cuando se empezaba a segar la cebada.
A nivel regional se produce una sombra pluviométrica  en la alineación formada por las sierras de La Paramera, La Serrota y Villafranca, situadas en paralelo al norte de la cuerda principal de la cordillera (Gredos). La mayor sequedad hace que la flora de dicha alineación muestre curiosos paralelismos con la de la sierra de Guadarrama, por ejemplo, la presencia en los prados de cumbres de ambas sierras de Armeria caespitosa y dos cañuelas muy próximas de aspecto y adaptaciones similares (Festuca vettonica y Festuca indigesta subsp. lagascae en la Serrota y Guadarrama respectivamente.

## Geomorfología

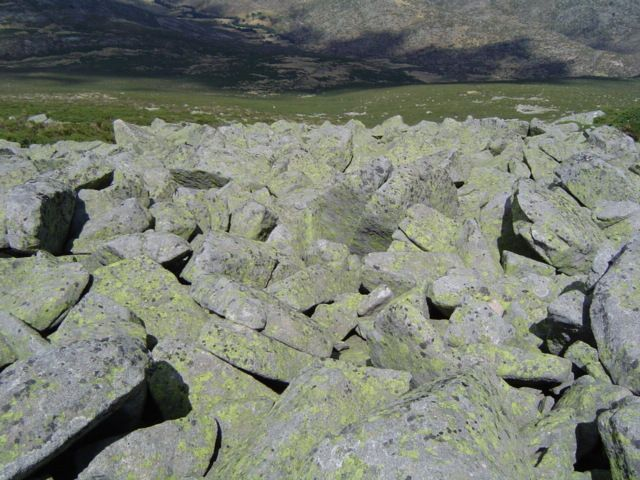
Pedrera en La Serrota (Villatoro).

Forma parte del zócalo hercínico constituido por materiales ígneos al igual que todo el sistema Central. Existe la presencia de diversas formas de modelado: arrasamientos erosivos, alteraciones de las rocas, encajamientos fluviales, etc. Pero destaca el modelado glaciar y periglaciar, más importante el segundo (valles en cuña, nichos de nivación, pedreras,...) que el primero, reducido a formas de transición del modelado glaciar al nival.
Existen, no obstante, cinco aparatos glaciares, cuatro de los cuales arrumban al NE y uno al SE. En todos los casos, las lenguas son cortas pues se trata de glaciares de circo, sin superar los mil metros desde los umbrales de los circos, quedando las morrenas a 1600 m en el glaciar de los Hornillos, —el más norteño— y a 1800 metros en los restantes.

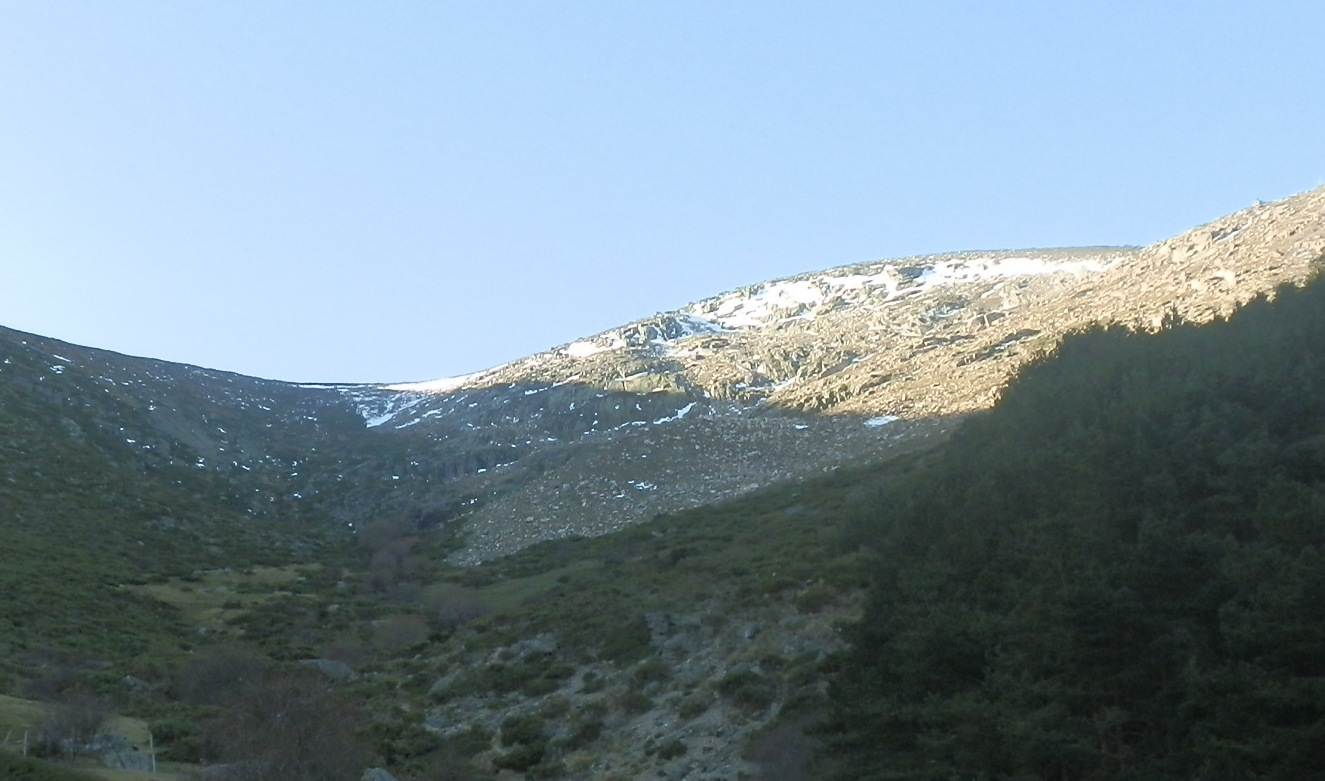
Glaciar de los Hornillos.

El circo de los Hornillos es el aparato glaciar más septentrional que se puede encontrar en el macizo de La Serrota y se localiza en la garganta del mismo nombre, en el extremo N del gran dorso cimero que se extiende sobre Pradosegar. La forma del recuenco glaciar, conocido como Hornillo Cimero,  se extiende en lanchares y escarpes por la ladera orientada al E y está delimitado por dos pequeñas morrenas que bajan hasta los 1600 metros aproximadamente y que en su frente hiende el arroyo que discurre actualmente por el fondo del valle. Como la parte superior del circo solo alcanza los 1900 metros, en torno al Cerro de Valdehierro, parece ser que el factor viento del W a través del collado de la Cañada del Valle (abierto hacia el SW) y la orientación preferente al NE del circo se han sumado para que pudiera formarse este pequeño aparato glaciar a una altitud relativamente baja, poniendo de manifiesto la máxima importancia de la alimentación (de nieve) a través del collado.
El segundo aparato glaciar más al norte es el de Pradosegar o de los Tejos, y presenta la configuración más típica de un lentejón o pequeño campo de hielo.
Es muy alto el grado de conservación de los respectivos cordones morrénicos. Los otros recuencos glaciares son el de Cerradillas, la Honda y la Media Luna.

## Flora

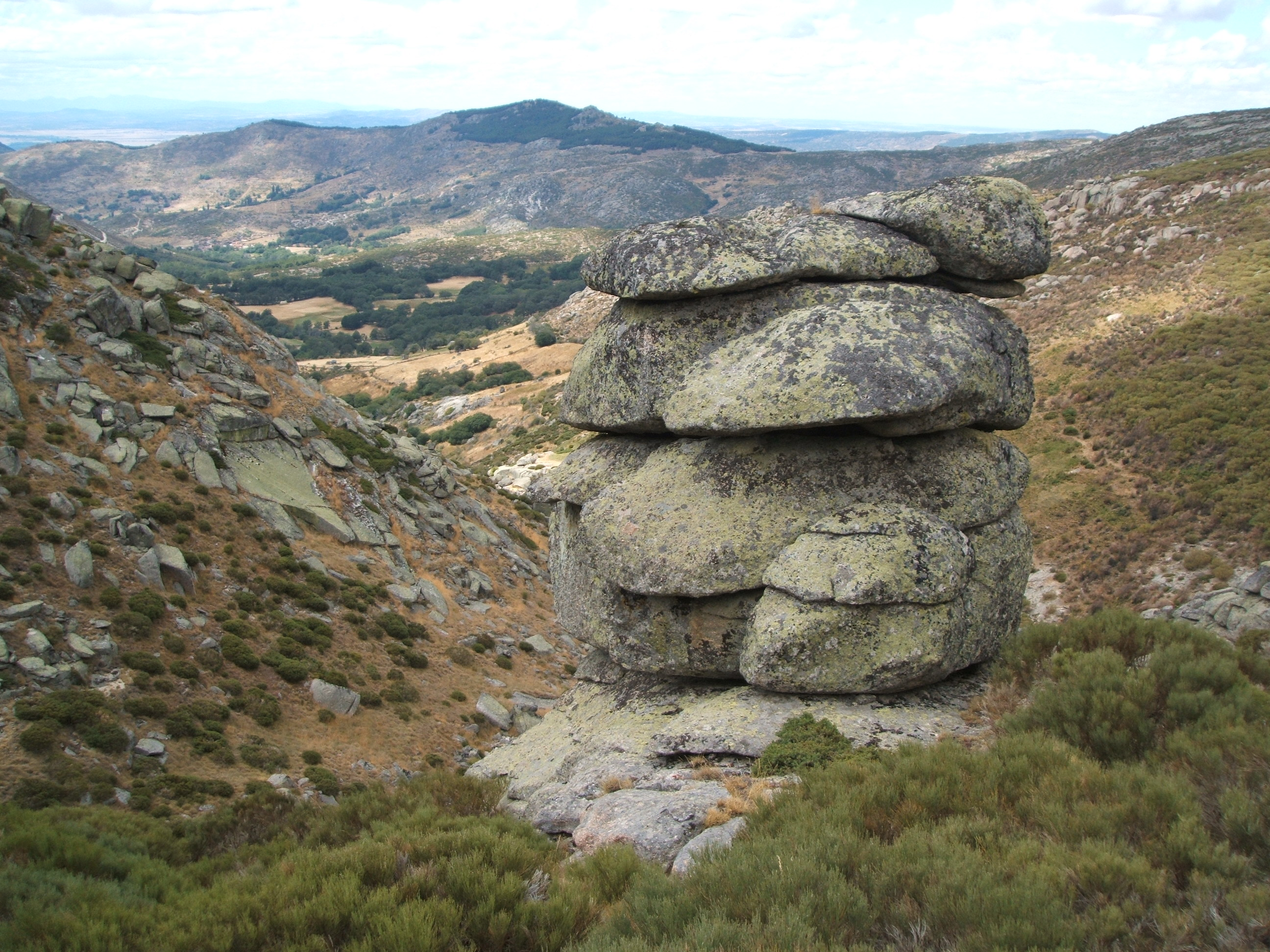
Mole granítica. Al fondo Garganta de los Hornos.

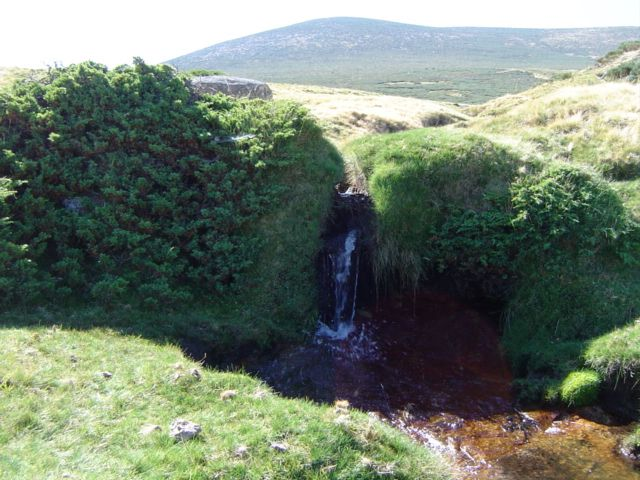
Enebro rastrero en arroyo de Serrota.

La formación de matorral es la predominante, donde destaca el piorno serrano (Cytisus balansae) leguminosa arbustiva que no llega a superar el metro de altura, acompañando a esta especie aparece el enebro rastrero (Juniperus communis) en su forma postrada de montaña, muy conocido por el uso de sus gálbulos (nebrinas) para la obtención de ginebra al redestilar el whisky con dichas nebrinas, es frecuente también la existencia de helechares. Cerca del límite inferior de los piornales se observan otros piornos que cubren superficies en el piso del roble como consecuencia de la tala. Entre ellos destacan la hiniesta (Genista cinerascens) la retama negra (Cytisus scoparius) y el escobón (Genista florida).
Aquellas partes libres de arbustos están ocupadas por prados de diente donde se alimenta el ganado. Las praderas y pastizales adquieren gran relevancia, destacando los cervunales, desarrollados en suelos profundos con hidromorfia temporal, donde es característica la presencia del cervuno (Nardus stricta). Las formaciones arbóreas presentan escasa entidad, destacando las masas de roble melojo o rebollo (Quercus pyrenaica) en las partes bajas junto a las encinas (Quercus ilex) que adquieren casi siempre la forma de monte adehesado.
En las márgenes de los ríos aparecen retazos del típico bosque galería a base de chopos (Populus alba) y sauces (Salix atrocinerea). Respecto a la coníferas, destacan los pinares relícticos de pino silvestre (Pinus sylvestris) y pino cascalbo (Pinus nigra subsp salzmannii), que presentan en Gredos sus límites occidentales de su área de distribución mundial, y en áreas más bajas, las extensas masas naturales de pino negral o resinero (Pinus pinaster) y pino piñonero (Pinus pinea).
Mención especial merecen los dos endemismos que comparte La Serrota con la contigua sierra de Villafranca, se trata del Acanthorrhinum rivas-martinezzi y el  Tephroseris coincyi, catalogado este último como especie en peligro de extinción por el Decreto 63/2007, de 14 de junio, por el que se crean el Catálogo de Flora Protegida de Castilla y León y la figura de protección denominada Microrreserva de Flora e incluido también como especie vulnerable en la Lista Roja de la Flora Vascular Española Amenazada, de noviembre de 2007, elaborada por el Ministerio de Medio Ambiente.

## Fauna
Debido a la gran diferencia de altitud entre el valle y las cotas más altas, existe una gran variedad de animales que pueblan su territorio.

### Aves
- Las paseriformes están ampliamente distribuidas, tanto el piso basal, representadas por la collalba rubia(Oenanthe hispanica), el rabilargo (Cyanopica cyanus), la curruca mirlona (Sylvia hortensis), la tarabilla común (Saxicola torquata), el picogordo (Coccothraustes coccothraustes), como en las zonas altas de los piornales, pedrizas, cervunales y praderías, donde abundan el pechiazul (Luscinia svecica), el roquero rojo (Monticola saxatilis), el roquero solitario (Monticola solitarius), el acentor común (Prunella modularis), la totovía (Lullula arborea), el escribano montesino (Emberiza cia), el ruiseñor (Luscinia megarhynchos), etc.

- Otras especies abundantes son la perdiz roja, la codorniz, la paloma torcaz y la tórtola.

- Las rapaces, destacando el águila imperial, el buitre negro, el buitre leonado, el águila real, el halcón peregrino, el elanio azul, el milano, etc., que sobrevuelan estos parajes desde sus asentamientos más meridionales.

- Existen también especies muy valiosas de la fauna ibérica como la cigüeña negra, el alimoche, el sisón, el búho real, el águila culebrera, el gavilán, el alcotán,...

### Mamíferos y peces
- Cabe reseñar la presencia del recientemente introducido corzo (Capreolus capreolus), la importante población de jabalí (Sus scrota) que campa ante la inexistencia de depredadores naturales —desde el año 2004 se han señalado posibles avistamientos de lobo (Canis lupus), especie que era abundante hace años, y que llegó a extinguirse, si bien parece que aún no se han establecido de forma permanente, quedando reducido todavía a regiones más septentrionales—, el zorro (Vulpes vulpes), el gato montés (Felis silvestris), el tejón (Meles meles), la gineta (Genetta genetta), la garduña (Martes foina), la comadreja (Mustela nivalis), la esquiva nutria (Lutra lutra) por primavera y el introducido visón americano (Mustela vison), feroz depredador que desde su aparición ha reducido apreciablemente la población de la reina indiscutible de las aguas del río Corneja y de sus afluentes: la trucha común (Salmo trutta fario).

- También son abundantes el conejo (Oryctolagus cuniculus) y la liebre ibérica (Lepus granatensis), cuyos magníficos ejemplares perfectamente aclimatados merecen una mención especial.

- Entre los micromamíferos aparecen el desmán de los Pirineos (Galemys pyrenaicus), la musaraña española (Sorex granarius) y la carpetana (Sorex minutus carpetanus), el erizo común (Erinaceus europaeus), el topo ibérico (Talpa occidentalis) y el topillo lusitano (Pitymus lusitanicus).

### Anfíbios y reptiles
- Las especies observables son la salamandra común ibérica (Salamandra salamandra), el gallipato (Pleurodeles waltl), el tritón ibérico (Triturus boscai), el eslizón ibérico (Chalcides bedriagai), el lagarto verdinegro (Lacerta schreiberi), el lagarto ocelado (Timon lepidus), la lagartija serrana (Iberolacerta monticola), el sapo común o escuerzo (Bufo bufo spinosus), la rana verde ibérica (Rana perezi), el galápago europeo (Emys orbicularis), la víbora hocicuda (Vipera latasti) y la culebra lisa europea (Coronella austriaca).

- Algo menos común es la culebra bastarda (malpolon monspessulanus), con algunos ejemplares que alcanzan los 2,5 metros de longitud, siendo la mayor de los ofidios de la península ibérica. Más rara pero visible en contadas ocasiones es la culebra acuática de collar (Natrix natrix).

## Municipios
La superficie de la sierra es de 16 500 hectáreas y engloba territorios de los siguientes municipios:
| - Villafranca de la Sierra - Navacepedilla de Corneja - Casas del Puerto - Villatoro - Pradosegar - Muñotello | - Narros del Puerto - Mengamuñoz - Cepeda la Mora - Garganta del Villar - San Martín de la Vega del Alberche |

## Otros datos de interés
El territorio estuvo habitado en el siglo V a. C. por el pueblo vetón. Se han encontrado varios verracos en la vertiente septentrional (Villatoro y aledaños), así como restos de cerámica y utensilios de la época. La zona desde el punto de vista arqueológico prácticamente está inexplorada. No está descartada la existencia de castros celtibéricos, enterrados por el paso del tiempo, como los aparecidos en lugares cercanos (Ulaca).
En el Libro de la Montería de Alfonso XI se describen algunos enclaves localizados en La Serrota frecuentados por el oso pardo. En una montería organizada para el rey alrededor de 1340 se dio caza a uno de estos ejemplares. El oso pardo desaparece de estas tierras en el siglo XVII.

"La Zereceda es buen monte de oso en verano. Et son las vocerías, la una desde Majada del Pino por cima de la cumbre de la sierra, fasta la Cabeza del Yelmo, et dende fasta la Garganta del Puerco, et dende al Pinarejo, que llega al río de Corneja. Et la otra de la otra parte por cima de la cumbre por los Cervinales hasta el Boquerón de Serrota, et dende a las Gargantiellas, et como recude al Fortigal, et la cumbre ayuso catante á la casa de Don Bartholome de Garganta el Soto. Et es el armada á la casa de Don Aparicio el viejo."

En la Dehesa de La Serrota —enclave perteneciente a Villafranca de la Sierra—, en la ladera sur del vértice geodésico Serrota, a 1800 m de altitud, existe un corral para el cierre del ganado y un chozo hecho todo en piedra con dos camas del mismo material y una chimenea.
A unos 2000 m quedan las ruinas de lo que en tiempo fue la ermita de San Martín de Serrota, lugar donde se celebraba una tradicional romería y a la que iban los habitantes de los pueblos próximos, de cuya existencia se tiene constancia en el año 1536 a partir de una copia literal de las Ordenanzas y Capitulaciones que contiene el libro de la fundación de la Cofradía de la Vera Cruz de Villafranca de la Sierra, fundada en honra y gloria de los Santos y Gloriosos Mártires San Fabián y San Sebastián. Hoy la ermita está desaparecida, sin embargo se guarda en la iglesia de la villa la imagen del santo patrón.
La ermita de San Martín era visitada por vecinos de Villafranca, de las tierras de Bonilla y de Villatoro. En el día de su festividad, el 11 de noviembre, se organizaban grandes festejos y a pesar de situarse a tan considerable altura, eran muchos los que acudían allí con sus carretas. Los divertimentos se prolongaban varios días, y, apoyados en la devoción alargaban fiestas y luminarias, que no terminaban hasta bien entrada la noche, eso sí, celebrándose en su derredor bailes y charangas. Como parece ser que las hogueras no eran suficientes para sobrellevar los crudos fríos nocturnos de Serrota los bailes se prolongaban hasta el interior del templo, lo que llegado a oídos del visitador eclesiástico motivó que éste enviase el siguiente mensaje:

"porque informado su merced de que en las noches de los referidos días, en que a dicha ermita concurren para celebrar la fiesta, algún número de personas de ambos sexos, y persuadidos de que es culto al glorioso santo aquello con lo que tanto se le ofende, como formar bailes dentro de la ermita... mandamos que dentro de la dicha ermita, no se celebren bailes, juegos de naipes, ni otros divertimentos".

Procedente de una recopilación de folclore, realizada en Pradosegar, es la siguiente copla:

En Villanueva churreros,

en Vadillo vinagreros,

en Villatoro tramposos,

que por no pagar los diezmos

tienen la iglesia pobre

y en estado lacerioso.

En Amavida cabreros

y en Pascual Muñoz la fama

de los grandes ganaderos,

más dejan el ganado solo

por no mantener los perros.

Pradosegar y Muñotello,

son de grandes Molineros,

de dos costales de trigo

dan de centeno uno y medio.

Los de Menga mesoneros,

los de Cepeda fiesteros,

de San Martín de Serrota

siempre se marchan los últimos

aunque llegan los primeros.

(recopilada por D. Dámaso Barranco)

## Galería

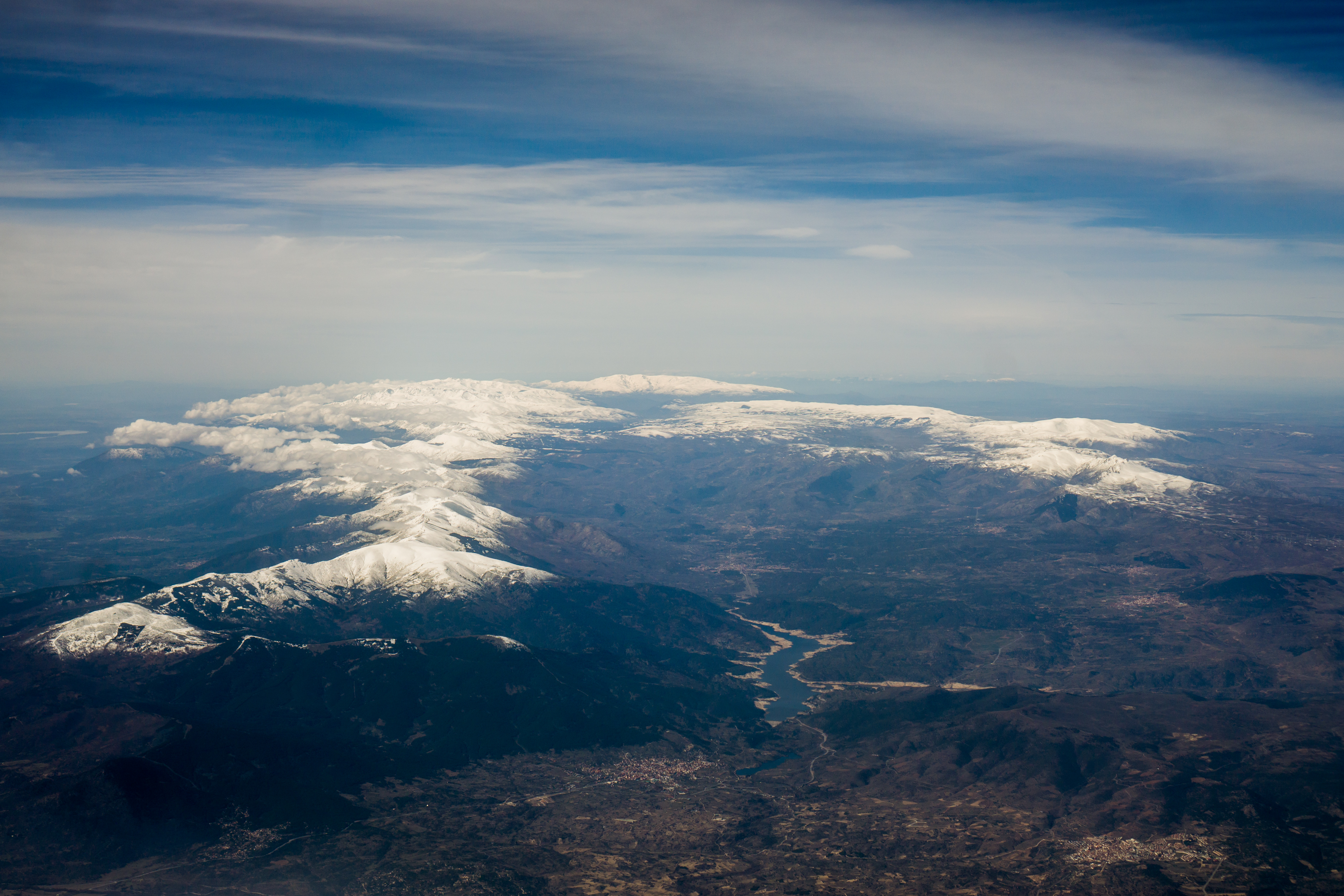
Vista aérea de las sierras del sistema Central en la provincia de Ávila, entre ellas La Serrota
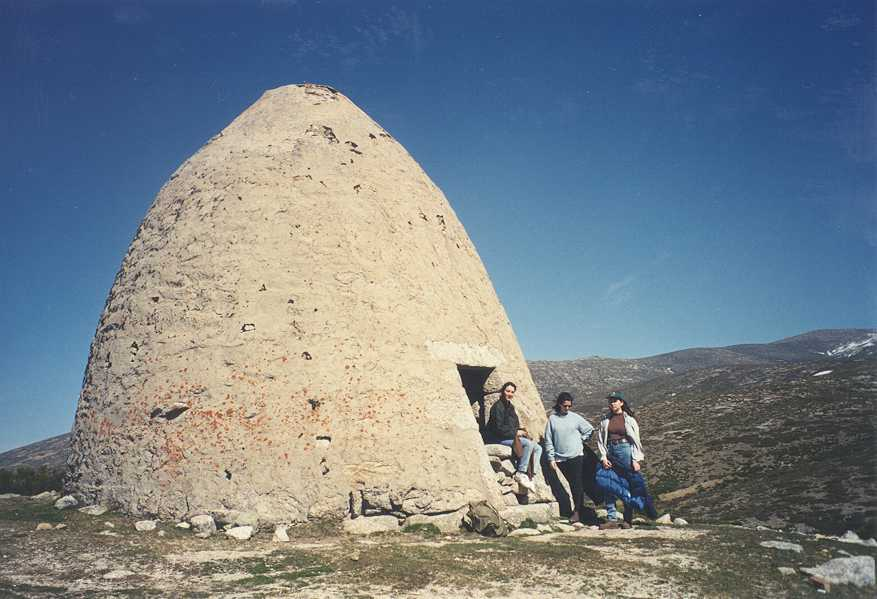
El Chozo Blanco (Villafranca de la Sierra)
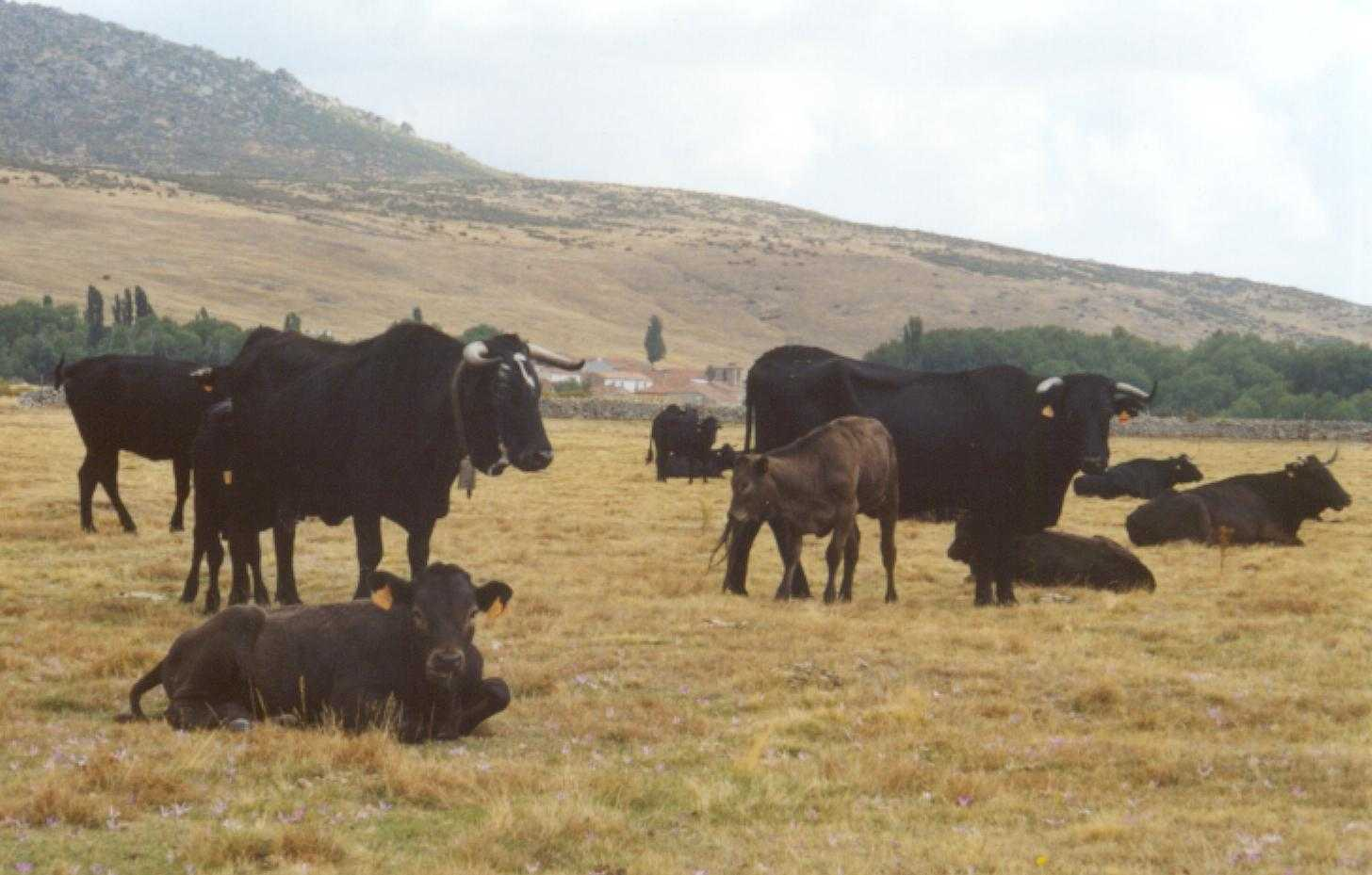
Ganado bovino pastando en la falda meridional de La Serrota (Garganta del Villar).
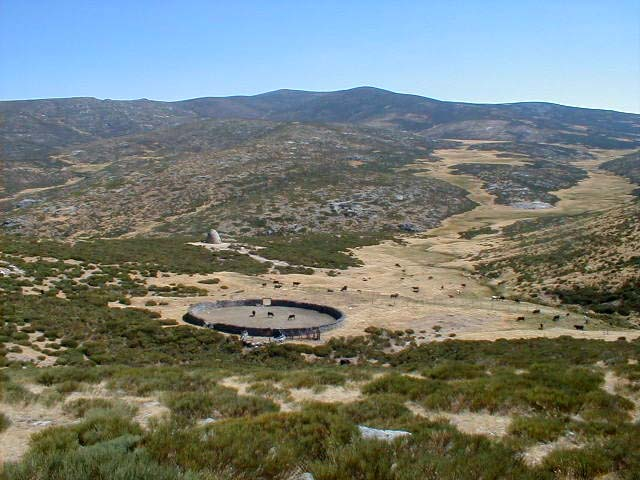
La Serrota y su agostadero (Villafranca de la Sierra)
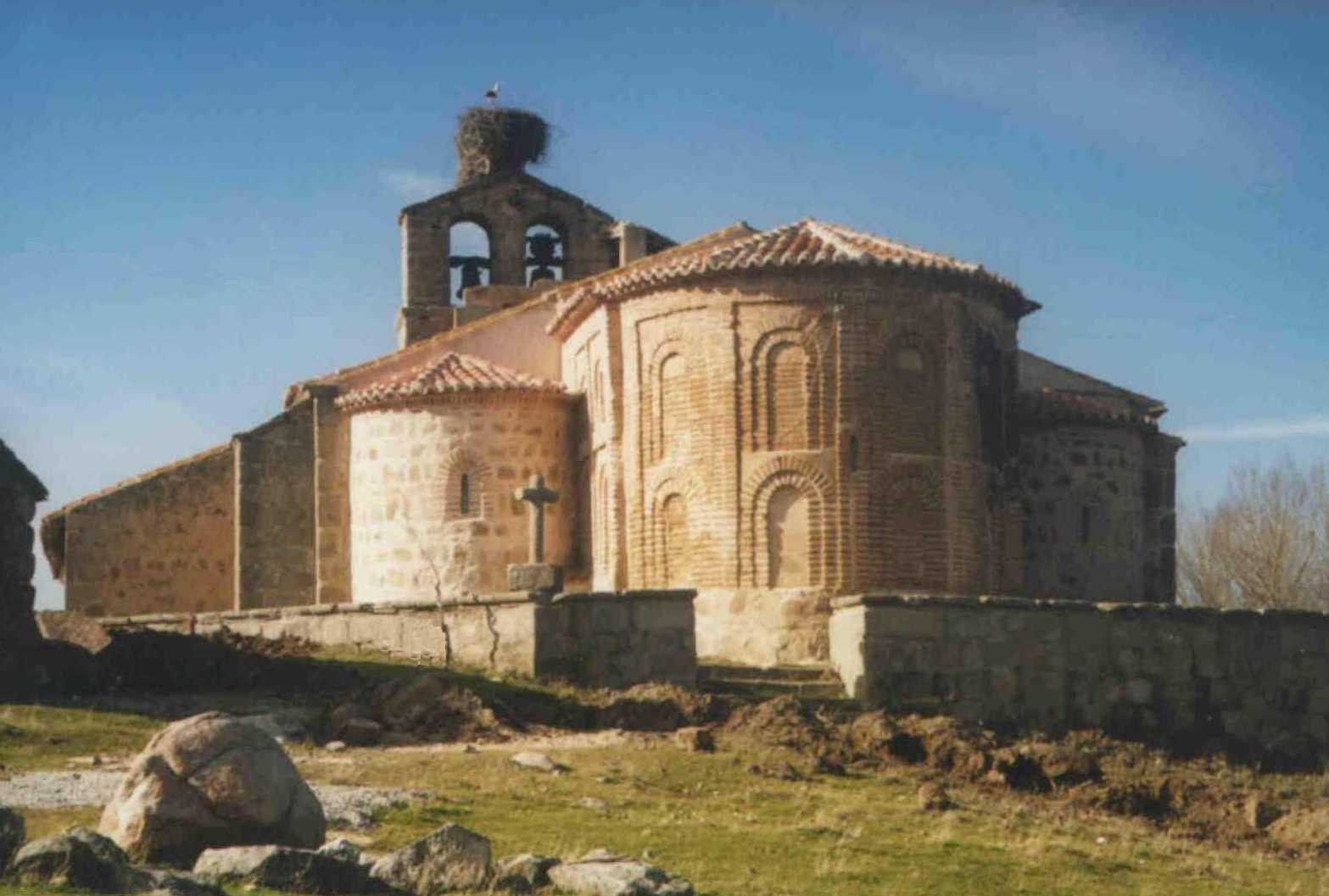
Iglesia de Narros del Puerto.
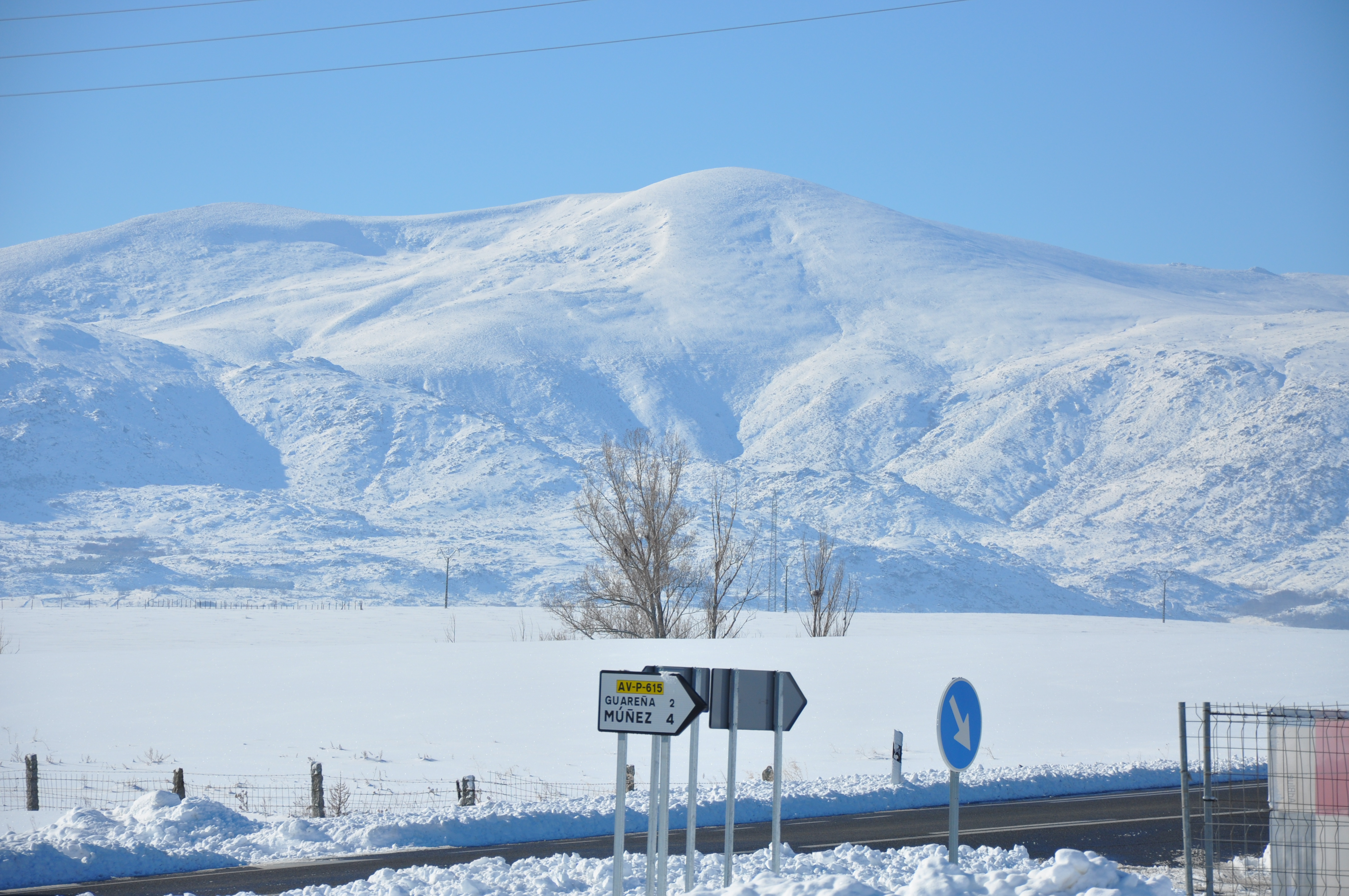
La Serrota nevada en invierno
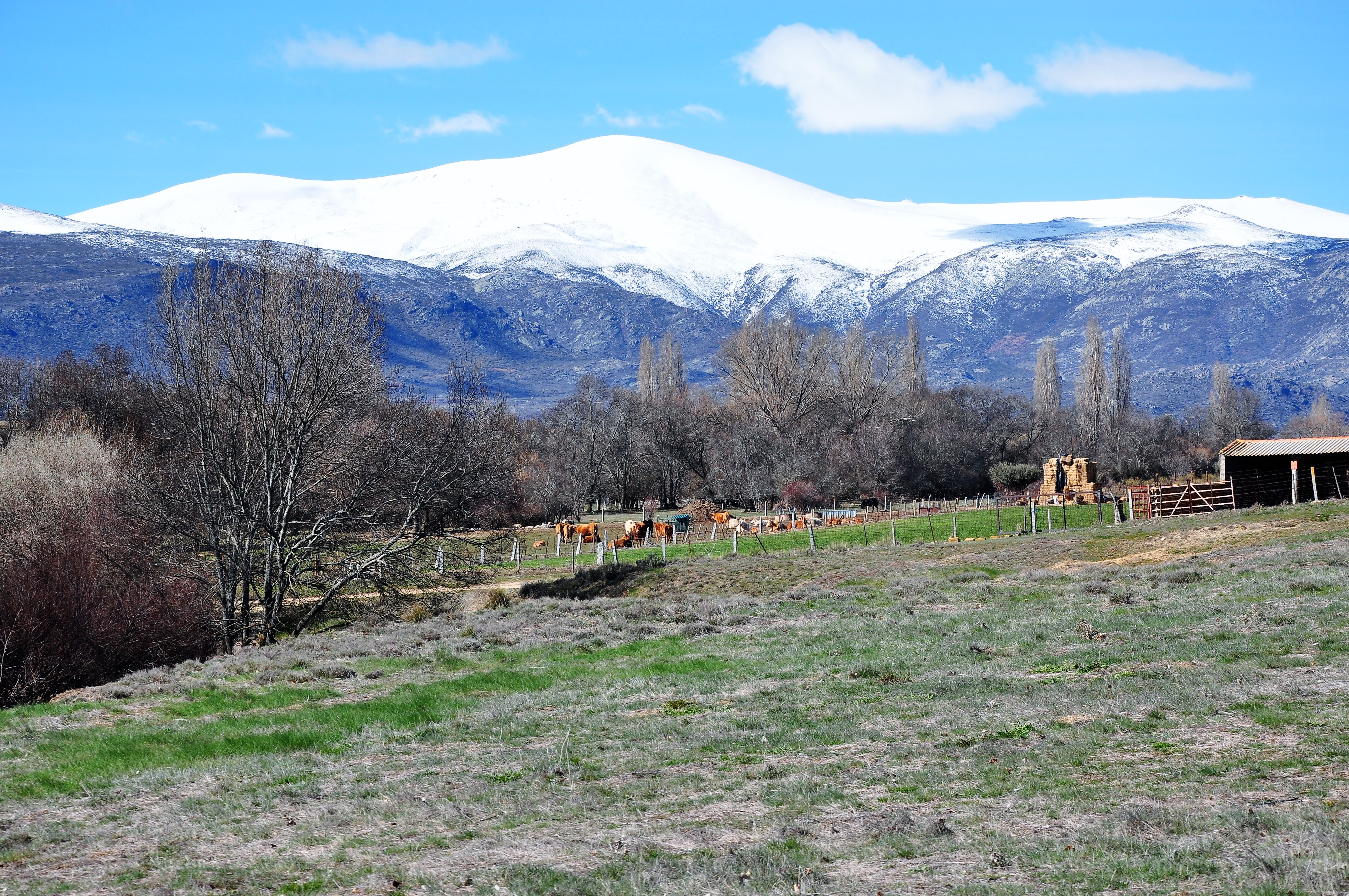
La Serrota en el inicio de la primavera
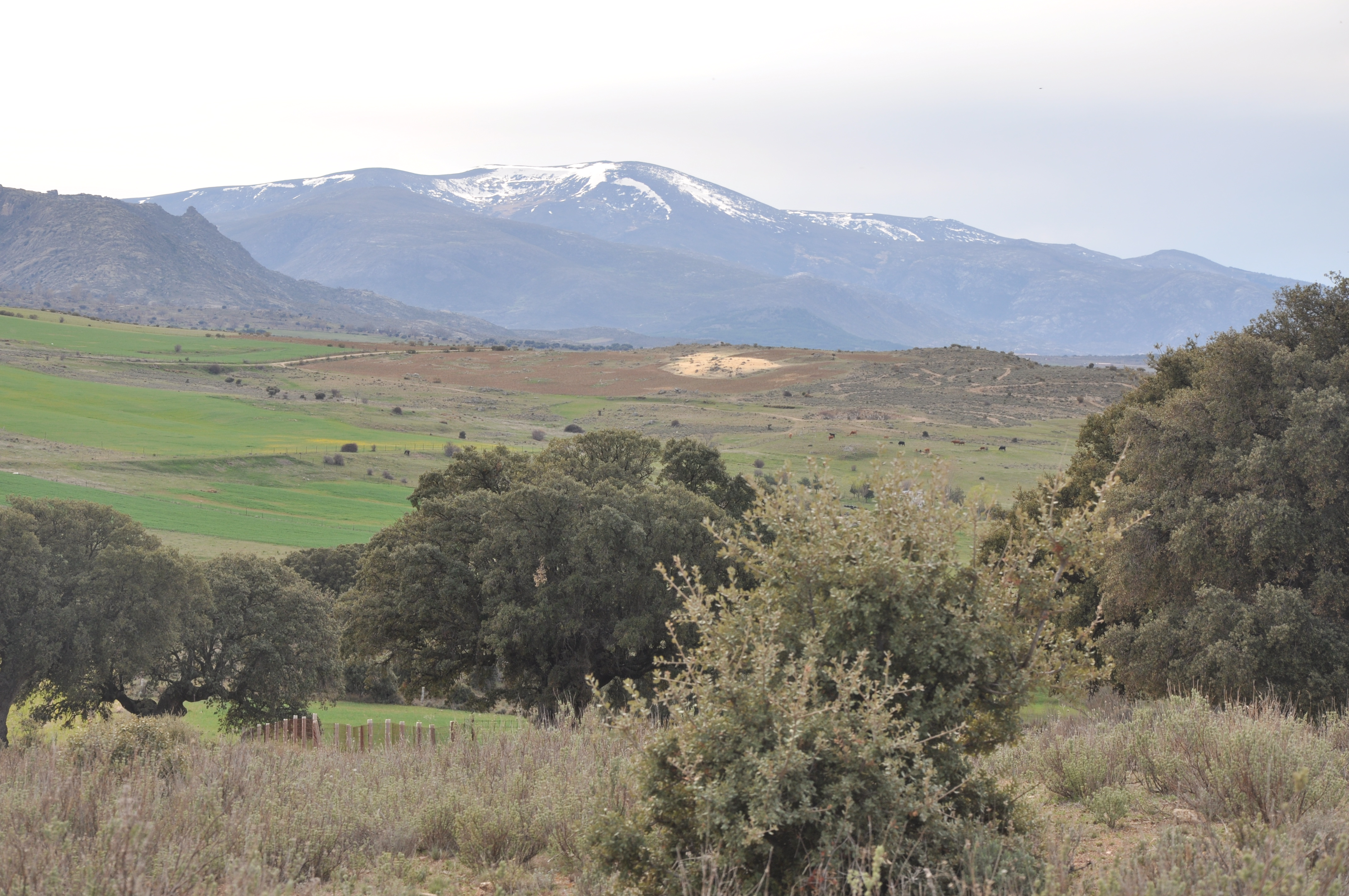
Valle de Amblés y La Serrota en la Comarca de Ávila; escenarios donde se rodaron las escenas de la Rueda del Dolor en Conan el Bárbaro, en 1981